# امیرمحمد نسایی(بازیکن فوتبال)
امیرمحمد نسایی (زادهٔ ۱۵ مرداد ۱۳۷۵) بازیکن فوتبال اهل ایران است که در پست هافبک برای باشگاه فوتبال شمس‌آذر در لیگ برتر خلیج فارس بازی میکند.

## دوران باشگاهی
وی سابقه بازی در تیم های کاسپین قزوین، فجرسپاسی، شهرداری همدان و شمس‌آذر را نیز دارد.
سابقه گلزنی
نسایی همچنین سابقه گل زدن به تیم های پرسپولیس تهران، استقلال تهران و تراکتور تبریز را دارد.